# Megaclite
Megaclite (Jowisz XIX) –  mały zewnętrzny księżyc Jowisza, odkryty 25 listopada 2000 roku przez grupę astronomów z Uniwersytetu Hawajskiego, kierowaną przez Scotta Shepparda.

## Charakterystyka fizyczna
Megaclite jest jednym z mniejszych księżyców Jowisza, jego średnicę ocenia się na około 6 km. Średnia gęstość tego ciała ma wartość ok. 2,6 g/cm3, a składa się przeważnie z krzemianów. Powierzchnia Megaclite jest bardzo ciemna – jego albedo wynosi zaledwie 0,04. Z Ziemi można go zaobserwować jako obiekt o jasności wizualnej co najwyżej 21,7 magnitudo.
Satelita obiega Jowisza ruchem wstecznym, czyli w kierunku przeciwnym do obrotu planety wokół własnej osi. Należy do grupy Pazyfae.